# 師恩の恵
師恩の恵（しおんのめぐみ）とは、日本の柑橘である。神奈川県湯河原町にて育成された。2001年3月13日に品種登録された。なお、出願時の名称は「シオン」であった。

## 来歴
1979年（昭和54年）に神奈川県足柄下郡湯河原町において、「清見」に「ミネオラ」を交配し、神奈川県農業総合研究所根府川試験場（現:神奈川県農業技術センター足柄地区事務所 根府川分室）の協力を得て特性の調査を継続し、1996年（平成8年）にその特性が安定していることを確認して育成を完了した。

## 特徴
果実の形は扁球、重さはやや重く、色は濃橙である。果皮は厚く、やや剥きにくい。果汁は多く、甘味はやや高く、酸味は低い。香気の多少は中で、種子は無い。育成地である神奈川県湯河原町では2月中下旬に成熟する。。